# Vuelta a San Juan 2019
La 37.ª edición de la competición ciclista Vuelta a San Juan (llamada oficialmente: Vuelta Ciclista a la Provincia de San Juan) fue una carrera de ciclismo en ruta por etapas que se celebró entre el 27 de enero y el 3 de febrero de 2019 en la Provincia de San Juan, Argentina, sobre un recorrido de 981,4 kilómetros.
La carrera hizo parte del UCI America Tour 2019 dentro de la categoría UCI 2.1. El vencedor final fue el colombiano Winner Anacona del Movistar seguido del francés Julian Alaphilippe del Deceuninck-Quick Step y el español Óscar Sevilla del Medellín.

## Equipos participantes
Toman parte en la carrera 24 equipos: 6 de categoría UCI WorldTour 2019 invitados por la organización; 5 de categoría Profesional Continental; 8 de categoría Continental y 8 selecciones nacionales. Formando así un pelotón de 167 ciclistas de los que acabaron 152. Los equipos participantes son:
| WorldTeams (6)- Bora-hansgrohe - Dimension Data - UAE Team Emirates - Deceuninck-Quick Step - Movistar Team - Lotto Soudal Equipos continentales profesionales (5)- Caja Rural-Seguros RGA - Israel Cycling Academy - Androni Giocattoli-Sidermec - Neri Sottoli-Selle Italia-KTM - Nippo Vini Fantini Faizanè Equipos continentales (7)- Municipalidad de Pocito - Asociación Civil Mardan - Asociación Civil Agrupación Virgen de Fátima - Municipalidad de Rawson - Medellín - Biesse Carrera Gavardo - Sporting-Tavira Equipos nacionales (8)- Argentina - México - Chile - Cuba - Brasil - Uruguay - Bolivia - Perú |
| |

## Recorrido
La Vuelta a San Juan dispuso de siete etapas (incluyendo una día de descanso) para un recorrido total de 981,4 kilómetros.
| Etapa     | Fecha       | Recorrido                                  | type                    | Distancia (km) | Ganador            | Líder              |
| --------- | ----------- | ------------------------------------------ | ----------------------- | -------------- | ------------------ | ------------------ |
| 1.ª etapa | 27 de ene   | San Juan – Departamento Pocito             | etapa llana             | 159,1          | Fernando Gaviria   | Fernando Gaviria   |
| 2.ª etapa | 28 de ene   | Chimbas (Gran San Juan) – Lago Punta Negra | etapa escarpada         | 160,2          | Julian Alaphilippe | Fernando Gaviria   |
| 3.ª etapa | 29 de ene   | Villa Aberastain – Villa Aberastain        | contrarreloj individual | 12             | Julian Alaphilippe | Julian Alaphilippe |
| 4.ª etapa | 30 de ene   | San José de Jáchal – Villa San Agustín     | etapa escarpada         | 185,8          | Fernando Gaviria   | Julian Alaphilippe |
|           | 31 de enero | Día de descanso                            | Día de descanso         |                |                    |                    |
| 5.ª etapa | 1 de feb    | Villa San Martín – Alto Colorado           | etapa de montaña        | 169,5          | Winner Anacona     | Winner Anacona     |
| 6.ª etapa | 2 de feb    | General San Martín – General San Martín    | etapa llana             | 153,5          | Nicolás Tivani     | Winner Anacona     |
| 7.ª etapa | 3 de feb    | San Juan – San Juan                        | etapa llana             | 141,3          | Sam Bennett        | Winner Anacona     |

## Desarrollo de la carrera

### 1.ª etapa
| San Juan - Departamento Pocito | etapa llana | (159,1 km) |

| \| Clasificación de la etapa \| Clasificación de la etapa \| Clasificación de la etapa \| Clasificación de la etapa \| Clasificación de la etapa \| \| Ciclista \| Ciclista \| Equipo \| Tiempo \| \| \| ------------------------- \| ------------------------- \| -------------------------------------------- \| ------------------------- \| ------------------------- \| \| 1.º \| Fernando Gaviria \| UAE Team Emirates \| 3 h 50 min 12 s \| \| \| 2.º \| Matteo Malucelli \| Caja Rural-Seguros RGA \| + 0 s \| \| \| 3.º \| Sam Bennett \| Bora-Hansgrohe \| + 0 s \| \| \| 4.º \| Luca Pacioni \| Neri Sottoli-Selle Italia-KTM \| + 0 s \| \| \| 5.º \| Álvaro Hodeg \| Deceuninck-Quick Step \| + 0 s \| \| \| 6.º \| Rudy Barbier \| Israel Cycling Academy \| + 0 s \| \| \| 7.º \| Ricardo Escuela \| Asociación Civil Agrupación Virgen de Fátima \| + 0 s \| \| \| 8.º \| Mark Cavendish \| Dimension Data \| + 0 s \| \| \| 9.º \| Peter Sagan \| Bora-Hansgrohe \| + 0 s \| \| \| 10.º \| Manuel Belletti \| Androni Giocattoli-Sidermec \| + 0 s \| \| |                  |                                              |                 |
| |                  |                                              |                 |
| Fuente: ProCyclingStats |                  |                                              |                 |
| Clasificación de la etapa |                  |                                              |                 |
| Ciclista | Ciclista         | Equipo                                       | Tiempo          |
| 1.º | Fernando Gaviria | UAE Team Emirates                            | 3 h 50 min 12 s |
| 2.º | Matteo Malucelli | Caja Rural-Seguros RGA                       | + 0 s           |
| 3.º | Sam Bennett      | Bora-Hansgrohe                               | + 0 s           |
| 4.º | Luca Pacioni     | Neri Sottoli-Selle Italia-KTM                | + 0 s           |
| 5.º | Álvaro Hodeg     | Deceuninck-Quick Step                        | + 0 s           |
| 6.º | Rudy Barbier     | Israel Cycling Academy                       | + 0 s           |
| 7.º | Ricardo Escuela  | Asociación Civil Agrupación Virgen de Fátima | + 0 s           |
| 8.º | Mark Cavendish   | Dimension Data                               | + 0 s           |
| 9.º | Peter Sagan      | Bora-Hansgrohe                               | + 0 s           |
| 10.º | Manuel Belletti  | Androni Giocattoli-Sidermec                  | + 0 s           |

| \| Clasificación general \| Clasificación general \| Clasificación general \| Clasificación general \| Clasificación general \| \| Ciclista \| Ciclista \| Equipo \| Tiempo \| \| \| --------------------- \| --------------------- \| ----------------------------- \| --------------------- \| --------------------- \| \| 1.º \| Fernando Gaviria \| UAE Team Emirates \| 3 h 50 min 02 s \| \| \| 2.º \| Matteo Malucelli \| Caja Rural-Seguros RGA \| + 4 s \| \| \| 3.º \| Sam Bennett \| Bora-Hansgrohe \| + 6 s \| \| \| 4.º \| Maximiliano Navarrete \| Argentina \| + 7 s \| \| \| 5.º \| Gerardo Tivani \| Municipalidad de Pocito \| + 7 s \| \| \| 6.º \| Tiago Machado \| Sporting-Tavira \| + 8 s \| \| \| 7.º \| Víctor Arroyo \| Argentina \| + 8 s \| \| \| 8.º \| Emiliano Contreras \| Asociación Civil Mardan \| + 9 s \| \| \| 9.º \| Alejandro Osorio \| Nippo-Vini Fantini-Faizanè \| + 9 s \| \| \| 10.º \| Luca Pacioni \| Neri Sottoli-Selle Italia-KTM \| + 10 s \| \| |                       |                               |                 |
| |                       |                               |                 |
| Fuente: ProCyclingStats |                       |                               |                 |
| Clasificación general |                       |                               |                 |
| Ciclista | Ciclista              | Equipo                        | Tiempo          |
| 1.º | Fernando Gaviria      | UAE Team Emirates             | 3 h 50 min 02 s |
| 2.º | Matteo Malucelli      | Caja Rural-Seguros RGA        | + 4 s           |
| 3.º | Sam Bennett           | Bora-Hansgrohe                | + 6 s           |
| 4.º | Maximiliano Navarrete | Argentina                     | + 7 s           |
| 5.º | Gerardo Tivani        | Municipalidad de Pocito       | + 7 s           |
| 6.º | Tiago Machado         | Sporting-Tavira               | + 8 s           |
| 7.º | Víctor Arroyo         | Argentina                     | + 8 s           |
| 8.º | Emiliano Contreras    | Asociación Civil Mardan       | + 9 s           |
| 9.º | Alejandro Osorio      | Nippo-Vini Fantini-Faizanè    | + 9 s           |
| 10.º | Luca Pacioni          | Neri Sottoli-Selle Italia-KTM | + 10 s          |

### 2.ª etapa
| Chimbas (Gran San Juan) - Lago Punta Negra | etapa escarpada | (160,2 km) |

| \| Clasificación de la etapa \| Clasificación de la etapa \| Clasificación de la etapa \| Clasificación de la etapa \| Clasificación de la etapa \| \| Ciclista \| Ciclista \| Equipo \| Tiempo \| \| \| ------------------------- \| ------------------------- \| -------------------------------------------- \| ------------------------- \| ------------------------- \| \| 1.º \| Julian Alaphilippe \| Deceuninck-Quick Step \| 3 h 11 min 33 s \| \| \| 2.º \| Simone Consonni \| UAE Team Emirates \| + 0 s \| \| \| 3.º \| Peter Sagan \| Bora-Hansgrohe \| + 0 s \| \| \| 4.º \| Jens Keukeleire \| Lotto-Soudal \| + 0 s \| \| \| 5.º \| Daniel Zamora \| Asociación Civil Agrupación Virgen de Fátima \| + 0 s \| \| \| 6.º \| Carlos Barbero \| Movistar Team \| + 0 s \| \| \| 7.º \| Richard Carapaz \| Movistar Team \| + 0 s \| \| \| 8.º \| Nicolás Tivani \| Asociación Civil Agrupación Virgen de Fátima \| + 0 s \| \| \| 9.º \| Francesco Gavazzi \| Androni Giocattoli-Sidermec \| + 0 s \| \| \| 10.º \| Hideto Nakane \| Nippo-Vini Fantini-Faizanè \| + 0 s \| \| |                    |                                              |                 |
| |                    |                                              |                 |
| Fuente: ProCyclingStats |                    |                                              |                 |
| Clasificación de la etapa |                    |                                              |                 |
| Ciclista | Ciclista           | Equipo                                       | Tiempo          |
| 1.º | Julian Alaphilippe | Deceuninck-Quick Step                        | 3 h 11 min 33 s |
| 2.º | Simone Consonni    | UAE Team Emirates                            | + 0 s           |
| 3.º | Peter Sagan        | Bora-Hansgrohe                               | + 0 s           |
| 4.º | Jens Keukeleire    | Lotto-Soudal                                 | + 0 s           |
| 5.º | Daniel Zamora      | Asociación Civil Agrupación Virgen de Fátima | + 0 s           |
| 6.º | Carlos Barbero     | Movistar Team                                | + 0 s           |
| 7.º | Richard Carapaz    | Movistar Team                                | + 0 s           |
| 8.º | Nicolás Tivani     | Asociación Civil Agrupación Virgen de Fátima | + 0 s           |
| 9.º | Francesco Gavazzi  | Androni Giocattoli-Sidermec                  | + 0 s           |
| 10.º | Hideto Nakane      | Nippo-Vini Fantini-Faizanè                   | + 0 s           |

| \| Clasificación general \| Clasificación general \| Clasificación general \| Clasificación general \| Clasificación general \| \| Ciclista \| Ciclista \| Equipo \| Tiempo \| \| \| --------------------- \| --------------------- \| -------------------------------------------- \| --------------------- \| --------------------- \| \| 1.º \| Fernando Gaviria \| UAE Team Emirates \| 7 h 01 min 32 s \| \| \| 2.º \| Julian Alaphilippe \| Deceuninck-Quick Step \| + 3 s \| \| \| 3.º \| Simone Consonni \| UAE Team Emirates \| + 7 s \| \| \| 4.º \| Peter Sagan \| Bora-Hansgrohe \| + 9 s \| \| \| 5.º \| Alonso Gamero \| Perú \| + 12 s \| \| \| 6.º \| Ricardo Escuela \| Asociación Civil Agrupación Virgen de Fátima \| + 13 s \| \| \| 7.º \| Nicolás Tivani \| Asociación Civil Agrupación Virgen de Fátima \| + 13 s \| \| \| 8.º \| Alexander Grigoriev \| Sporting-Tavira \| + 13 s \| \| \| 9.º \| Valerio Conti \| UAE Team Emirates \| + 13 s \| \| \| 10.º \| Laureano Rosas \| \| + 13 s \| \| |                     |                                              |                 |
| |                     |                                              |                 |
| Fuente: ProCyclingStats |                     |                                              |                 |
| Clasificación general |                     |                                              |                 |
| Ciclista | Ciclista            | Equipo                                       | Tiempo          |
| 1.º | Fernando Gaviria    | UAE Team Emirates                            | 7 h 01 min 32 s |
| 2.º | Julian Alaphilippe  | Deceuninck-Quick Step                        | + 3 s           |
| 3.º | Simone Consonni     | UAE Team Emirates                            | + 7 s           |
| 4.º | Peter Sagan         | Bora-Hansgrohe                               | + 9 s           |
| 5.º | Alonso Gamero       | Perú                                         | + 12 s          |
| 6.º | Ricardo Escuela     | Asociación Civil Agrupación Virgen de Fátima | + 13 s          |
| 7.º | Nicolás Tivani      | Asociación Civil Agrupación Virgen de Fátima | + 13 s          |
| 8.º | Alexander Grigoriev | Sporting-Tavira                              | + 13 s          |
| 9.º | Valerio Conti       | UAE Team Emirates                            | + 13 s          |
| 10.º | Laureano Rosas      |                                              | + 13 s          |

### 3.ª etapa
| Villa Aberastain - Villa Aberastain | contrarreloj individual | (12 km) |

| \| Clasificación de la etapa \| Clasificación de la etapa \| Clasificación de la etapa \| Clasificación de la etapa \| Clasificación de la etapa \| \| Ciclista \| Ciclista \| Equipo \| Tiempo \| \| \| ------------------------- \| ------------------------- \| ------------------------- \| ------------------------- \| ------------------------- \| \| 1.º \| Julian Alaphilippe \| Deceuninck-Quick Step \| 13 min 41 s \| \| \| 2.º \| Valerio Conti \| UAE Team Emirates \| + 12 s \| \| \| 3.º \| Remco Evenepoel \| Deceuninck-Quick Step \| + 12 s \| \| \| 4.º \| Felix Großschartner \| Bora-Hansgrohe \| + 16 s \| \| \| 5.º \| Winner Anacona \| Movistar Team \| + 16 s \| \| \| 6.º \| Fernando Gaviria \| UAE Team Emirates \| + 21 s \| \| \| 7.º \| Peter Sagan \| Bora-Hansgrohe \| + 26 s \| \| \| 8.º \| Tom Bohli \| UAE Team Emirates \| + 28 s \| \| \| 9.º \| Laureano Rosas \| \| + 30 s \| \| \| 10.º \| Óscar Sevilla \| Medellín \| + 31 s \| \| |                     |                       |             |
| |                     |                       |             |
| Fuente: ProCyclingStats |                     |                       |             |
| Clasificación de la etapa |                     |                       |             |
| Ciclista | Ciclista            | Equipo                | Tiempo      |
| 1.º | Julian Alaphilippe  | Deceuninck-Quick Step | 13 min 41 s |
| 2.º | Valerio Conti       | UAE Team Emirates     | + 12 s      |
| 3.º | Remco Evenepoel     | Deceuninck-Quick Step | + 12 s      |
| 4.º | Felix Großschartner | Bora-Hansgrohe        | + 16 s      |
| 5.º | Winner Anacona      | Movistar Team         | + 16 s      |
| 6.º | Fernando Gaviria    | UAE Team Emirates     | + 21 s      |
| 7.º | Peter Sagan         | Bora-Hansgrohe        | + 26 s      |
| 8.º | Tom Bohli           | UAE Team Emirates     | + 28 s      |
| 9.º | Laureano Rosas      |                       | + 30 s      |
| 10.º | Óscar Sevilla       | Medellín              | + 31 s      |

| \| Clasificación general \| Clasificación general \| Clasificación general \| Clasificación general \| Clasificación general \| \| Ciclista \| Ciclista \| Equipo \| Tiempo \| \| \| --------------------- \| --------------------- \| --------------------- \| --------------------- \| --------------------- \| \| 1.º \| Julian Alaphilippe \| Deceuninck-Quick Step \| 7 h 15 min 16 s \| \| \| 2.º \| Fernando Gaviria \| UAE Team Emirates \| + 18 s \| \| \| 3.º \| Valerio Conti \| UAE Team Emirates \| + 22 s \| \| \| 4.º \| Remco Evenepoel \| Deceuninck-Quick Step \| + 22 s \| \| \| 5.º \| Felix Großschartner \| Bora-Hansgrohe \| + 26 s \| \| \| 6.º \| Winner Anacona \| Movistar Team \| + 26 s \| \| \| 7.º \| Peter Sagan \| Bora-Hansgrohe \| + 32 s \| \| \| 8.º \| Laureano Rosas \| \| + 40 s \| \| \| 9.º \| Óscar Sevilla \| Medellín \| + 41 s \| \| \| 10.º \| Simone Consonni \| UAE Team Emirates \| + 44 s \| \| |                     |                       |                 |
| |                     |                       |                 |
| Fuente: ProCyclingStats |                     |                       |                 |
| Clasificación general |                     |                       |                 |
| Ciclista | Ciclista            | Equipo                | Tiempo          |
| 1.º | Julian Alaphilippe  | Deceuninck-Quick Step | 7 h 15 min 16 s |
| 2.º | Fernando Gaviria    | UAE Team Emirates     | + 18 s          |
| 3.º | Valerio Conti       | UAE Team Emirates     | + 22 s          |
| 4.º | Remco Evenepoel     | Deceuninck-Quick Step | + 22 s          |
| 5.º | Felix Großschartner | Bora-Hansgrohe        | + 26 s          |
| 6.º | Winner Anacona      | Movistar Team         | + 26 s          |
| 7.º | Peter Sagan         | Bora-Hansgrohe        | + 32 s          |
| 8.º | Laureano Rosas      |                       | + 40 s          |
| 9.º | Óscar Sevilla       | Medellín              | + 41 s          |
| 10.º | Simone Consonni     | UAE Team Emirates     | + 44 s          |

### 4.ª etapa
| San José de Jáchal - Villa San Agustín | etapa escarpada | (185,8 km) |

| \| Clasificación de la etapa \| Clasificación de la etapa \| Clasificación de la etapa \| Clasificación de la etapa \| Clasificación de la etapa \| \| Ciclista \| Ciclista \| Equipo \| Tiempo \| \| \| ------------------------- \| ------------------------- \| -------------------------------------------- \| ------------------------- \| ------------------------- \| \| 1.º \| Fernando Gaviria \| UAE Team Emirates \| 4 h 20 min 26 s \| \| \| 2.º \| Peter Sagan \| Bora-Hansgrohe \| + 0 s \| \| \| 3.º \| Álvaro Hodeg \| Deceuninck-Quick Step \| + 0 s \| \| \| 4.º \| Simone Consonni \| UAE Team Emirates \| + 0 s \| \| \| 5.º \| Luca Pacioni \| Neri Sottoli-Selle Italia-KTM \| + 0 s \| \| \| 6.º \| Matteo Malucelli \| Caja Rural-Seguros RGA \| + 0 s \| \| \| 7.º \| Nelson Soto Martínez \| Caja Rural-Seguros RGA \| + 0 s \| \| \| 8.º \| Imerio Cima \| Nippo-Vini Fantini-Faizanè \| + 0 s \| \| \| 9.º \| Nikolas Maes \| Lotto-Soudal \| + 0 s \| \| \| 10.º \| Ricardo Escuela \| Asociación Civil Agrupación Virgen de Fátima \| + 0 s \| \| |                      |                                              |                 |
| |                      |                                              |                 |
| Fuente: ProCyclingStats |                      |                                              |                 |
| Clasificación de la etapa |                      |                                              |                 |
| Ciclista | Ciclista             | Equipo                                       | Tiempo          |
| 1.º | Fernando Gaviria     | UAE Team Emirates                            | 4 h 20 min 26 s |
| 2.º | Peter Sagan          | Bora-Hansgrohe                               | + 0 s           |
| 3.º | Álvaro Hodeg         | Deceuninck-Quick Step                        | + 0 s           |
| 4.º | Simone Consonni      | UAE Team Emirates                            | + 0 s           |
| 5.º | Luca Pacioni         | Neri Sottoli-Selle Italia-KTM                | + 0 s           |
| 6.º | Matteo Malucelli     | Caja Rural-Seguros RGA                       | + 0 s           |
| 7.º | Nelson Soto Martínez | Caja Rural-Seguros RGA                       | + 0 s           |
| 8.º | Imerio Cima          | Nippo-Vini Fantini-Faizanè                   | + 0 s           |
| 9.º | Nikolas Maes         | Lotto-Soudal                                 | + 0 s           |
| 10.º | Ricardo Escuela      | Asociación Civil Agrupación Virgen de Fátima | + 0 s           |

| \| Clasificación general \| Clasificación general \| Clasificación general \| Clasificación general \| Clasificación general \| \| Ciclista \| Ciclista \| Equipo \| Tiempo \| \| \| --------------------- \| --------------------- \| --------------------- \| --------------------- \| --------------------- \| \| 1.º \| Julian Alaphilippe \| Deceuninck-Quick Step \| \| \| \| 2.º \| Fernando Gaviria \| UAE Team Emirates \| + 8 s \| \| \| 3.º \| Valerio Conti \| UAE Team Emirates \| + 22 s \| \| \| 4.º \| Remco Evenepoel \| Deceuninck-Quick Step \| + 22 s \| \| \| 5.º \| Peter Sagan \| Bora-Hansgrohe \| + 26 s \| \| \| 6.º \| Felix Großschartner \| Bora-Hansgrohe \| + 26 s \| \| \| 7.º \| Winner Anacona \| Movistar Team \| + 26 s \| \| \| 8.º \| Laureano Rosas \| \| + 40 s \| \| \| 9.º \| Óscar Sevilla \| Medellín \| + 41 s \| \| \| 10.º \| Simone Consonni \| UAE Team Emirates \| + 44 s \| \| |                     |                       |        |
| |                     |                       |        |
| Fuente: ProCyclingStats |                     |                       |        |
| Clasificación general |                     |                       |        |
| Ciclista | Ciclista            | Equipo                | Tiempo |
| 1.º | Julian Alaphilippe  | Deceuninck-Quick Step |        |
| 2.º | Fernando Gaviria    | UAE Team Emirates     | + 8 s  |
| 3.º | Valerio Conti       | UAE Team Emirates     | + 22 s |
| 4.º | Remco Evenepoel     | Deceuninck-Quick Step | + 22 s |
| 5.º | Peter Sagan         | Bora-Hansgrohe        | + 26 s |
| 6.º | Felix Großschartner | Bora-Hansgrohe        | + 26 s |
| 7.º | Winner Anacona      | Movistar Team         | + 26 s |
| 8.º | Laureano Rosas      |                       | + 40 s |
| 9.º | Óscar Sevilla       | Medellín              | + 41 s |
| 10.º | Simone Consonni     | UAE Team Emirates     | + 44 s |

### 5.ª etapa
| Villa San Martín - Alto Colorado | etapa de montaña | (169,5 km) |

| \| Clasificación de la etapa \| Clasificación de la etapa \| Clasificación de la etapa \| Clasificación de la etapa \| Clasificación de la etapa \| \| Ciclista \| Ciclista \| Equipo \| Tiempo \| \| \| ------------------------- \| ------------------------- \| ----------------------------- \| ------------------------- \| ------------------------- \| \| 1.º \| Winner Anacona \| Movistar Team \| 4 h 25 min 10 s \| \| \| 2.º \| Nicolás Paredes \| Medellín \| + 0 s \| \| \| 3.º \| Cristhian Montoya \| Medellín \| + 0 s \| \| \| 4.º \| Richard Carapaz \| Movistar Team \| + 32 s \| \| \| 5.º \| Óscar Sevilla \| Medellín \| + 32 s \| \| \| 6.º \| Efrén Santos \| México \| + 45 s \| \| \| 7.º \| Alejandro Osorio \| Nippo-Vini Fantini-Faizanè \| + 55 s \| \| \| 8.º \| Dayer Quintana \| Neri Sottoli-Selle Italia-KTM \| + 55 s \| \| \| 9.º \| Tiesj Benoot \| Lotto-Soudal \| + 55 s \| \| \| 10.º \| Gino Mäder \| Dimension Data \| + 57 s \| \| |                   |                               |                 |
| |                   |                               |                 |
| Fuente: ProCyclingStats |                   |                               |                 |
| Clasificación de la etapa |                   |                               |                 |
| Ciclista | Ciclista          | Equipo                        | Tiempo          |
| 1.º | Winner Anacona    | Movistar Team                 | 4 h 25 min 10 s |
| 2.º | Nicolás Paredes   | Medellín                      | + 0 s           |
| 3.º | Cristhian Montoya | Medellín                      | + 0 s           |
| 4.º | Richard Carapaz   | Movistar Team                 | + 32 s          |
| 5.º | Óscar Sevilla     | Medellín                      | + 32 s          |
| 6.º | Efrén Santos      | México                        | + 45 s          |
| 7.º | Alejandro Osorio  | Nippo-Vini Fantini-Faizanè    | + 55 s          |
| 8.º | Dayer Quintana    | Neri Sottoli-Selle Italia-KTM | + 55 s          |
| 9.º | Tiesj Benoot      | Lotto-Soudal                  | + 55 s          |
| 10.º | Gino Mäder        | Dimension Data                | + 57 s          |

| \| Clasificación general \| Clasificación general \| Clasificación general \| Clasificación general \| Clasificación general \| \| Ciclista \| Ciclista \| Equipo \| Tiempo \| \| \| --------------------- \| --------------------- \| --------------------- \| --------------------- \| --------------------- \| \| 1.º \| Winner Anacona \| Movistar Team \| 16 h 01 min 08 s \| \| \| 2.º \| Julian Alaphilippe \| Deceuninck-Quick Step \| + 41 s \| \| \| 3.º \| Óscar Sevilla \| Medellín \| + 57 s \| \| \| 4.º \| Valerio Conti \| UAE Team Emirates \| + 1 min 03 s \| \| \| 5.º \| Felix Großschartner \| Bora-Hansgrohe \| + 1 min 13 s \| \| \| 6.º \| Richard Carapaz \| Movistar Team \| + 1 min 20 s \| \| \| 7.º \| Nicolás Paredes \| Medellín \| + 1 min 24 s \| \| \| 8.º \| Nairo Quintana \| Movistar Team \| + 1 min 29 s \| \| \| 9.º \| Remco Evenepoel \| Deceuninck-Quick Step \| + 1 min 36 s \| \| \| 10.º \| Tiesj Benoot \| Lotto-Soudal \| + 1 min 38 s \| \| |                     |                       |                  |
| |                     |                       |                  |
| Fuente: ProCyclingStats |                     |                       |                  |
| Clasificación general |                     |                       |                  |
| Ciclista | Ciclista            | Equipo                | Tiempo           |
| 1.º | Winner Anacona      | Movistar Team         | 16 h 01 min 08 s |
| 2.º | Julian Alaphilippe  | Deceuninck-Quick Step | + 41 s           |
| 3.º | Óscar Sevilla       | Medellín              | + 57 s           |
| 4.º | Valerio Conti       | UAE Team Emirates     | + 1 min 03 s     |
| 5.º | Felix Großschartner | Bora-Hansgrohe        | + 1 min 13 s     |
| 6.º | Richard Carapaz     | Movistar Team         | + 1 min 20 s     |
| 7.º | Nicolás Paredes     | Medellín              | + 1 min 24 s     |
| 8.º | Nairo Quintana      | Movistar Team         | + 1 min 29 s     |
| 9.º | Remco Evenepoel     | Deceuninck-Quick Step | + 1 min 36 s     |
| 10.º | Tiesj Benoot        | Lotto-Soudal          | + 1 min 38 s     |

### 6.ª etapa
| General San Martín - General San Martín | etapa llana | (153,5 km) |

| \| Clasificación de la etapa \| Clasificación de la etapa \| Clasificación de la etapa \| Clasificación de la etapa \| Clasificación de la etapa \| \| Ciclista \| Ciclista \| Equipo \| Tiempo \| \| \| ------------------------- \| ------------------------- \| -------------------------------------------- \| ------------------------- \| ------------------------- \| \| 1.º \| Nicolás Tivani \| Asociación Civil Agrupación Virgen de Fátima \| 3 h 13 min 29 s \| \| \| 2.º \| Daniel Díaz \| Municipalidad de Pocito \| + 0 s \| \| \| 3.º \| Daniel Zamora \| Asociación Civil Agrupación Virgen de Fátima \| + 0 s \| \| \| 4.º \| Sam Bennett \| Bora-Hansgrohe \| + 12 s \| \| \| 5.º \| Fernando Gaviria \| UAE Team Emirates \| + 12 s \| \| \| 6.º \| Maximiliano Richeze \| Deceuninck-Quick Step \| + 12 s \| \| \| 7.º \| Simone Consonni \| UAE Team Emirates \| + 12 s \| \| \| 8.º \| Stan Dewulf \| Lotto-Soudal \| + 12 s \| \| \| 9.º \| Julian Alaphilippe \| Deceuninck-Quick Step \| + 12 s \| \| \| 10.º \| Rudy Barbier \| Israel Cycling Academy \| + 16 s \| \| |                     |                                              |                 |
| |                     |                                              |                 |
| Fuente: ProCyclingStats |                     |                                              |                 |
| Clasificación de la etapa |                     |                                              |                 |
| Ciclista | Ciclista            | Equipo                                       | Tiempo          |
| 1.º | Nicolás Tivani      | Asociación Civil Agrupación Virgen de Fátima | 3 h 13 min 29 s |
| 2.º | Daniel Díaz         | Municipalidad de Pocito                      | + 0 s           |
| 3.º | Daniel Zamora       | Asociación Civil Agrupación Virgen de Fátima | + 0 s           |
| 4.º | Sam Bennett         | Bora-Hansgrohe                               | + 12 s          |
| 5.º | Fernando Gaviria    | UAE Team Emirates                            | + 12 s          |
| 6.º | Maximiliano Richeze | Deceuninck-Quick Step                        | + 12 s          |
| 7.º | Simone Consonni     | UAE Team Emirates                            | + 12 s          |
| 8.º | Stan Dewulf         | Lotto-Soudal                                 | + 12 s          |
| 9.º | Julian Alaphilippe  | Deceuninck-Quick Step                        | + 12 s          |
| 10.º | Rudy Barbier        | Israel Cycling Academy                       | + 16 s          |

| \| Clasificación general \| Clasificación general \| Clasificación general \| Clasificación general \| Clasificación general \| \| Ciclista \| Ciclista \| Equipo \| Tiempo \| \| \| --------------------- \| --------------------- \| --------------------- \| --------------------- \| --------------------- \| \| 1.º \| Winner Anacona \| Movistar Team \| 19 h 14 min 55 s \| \| \| 2.º \| Julian Alaphilippe \| Deceuninck-Quick Step \| + 35 s \| \| \| 3.º \| Óscar Sevilla \| Medellín \| + 57 s \| \| \| 4.º \| Valerio Conti \| UAE Team Emirates \| + 1 min 03 s \| \| \| 5.º \| Felix Großschartner \| Bora-Hansgrohe \| + 1 min 13 s \| \| \| 6.º \| Richard Carapaz \| Movistar Team \| + 1 min 20 s \| \| \| 7.º \| Nicolás Paredes \| Medellín \| + 1 min 24 s \| \| \| 8.º \| Nairo Quintana \| Movistar Team \| + 1 min 29 s \| \| \| 9.º \| Remco Evenepoel \| Deceuninck-Quick Step \| + 1 min 36 s \| \| \| 10.º \| Tiesj Benoot \| Lotto-Soudal \| + 1 min 38 s \| \| |                     |                       |                  |
| |                     |                       |                  |
| Fuente: ProCyclingStats |                     |                       |                  |
| Clasificación general |                     |                       |                  |
| Ciclista | Ciclista            | Equipo                | Tiempo           |
| 1.º | Winner Anacona      | Movistar Team         | 19 h 14 min 55 s |
| 2.º | Julian Alaphilippe  | Deceuninck-Quick Step | + 35 s           |
| 3.º | Óscar Sevilla       | Medellín              | + 57 s           |
| 4.º | Valerio Conti       | UAE Team Emirates     | + 1 min 03 s     |
| 5.º | Felix Großschartner | Bora-Hansgrohe        | + 1 min 13 s     |
| 6.º | Richard Carapaz     | Movistar Team         | + 1 min 20 s     |
| 7.º | Nicolás Paredes     | Medellín              | + 1 min 24 s     |
| 8.º | Nairo Quintana      | Movistar Team         | + 1 min 29 s     |
| 9.º | Remco Evenepoel     | Deceuninck-Quick Step | + 1 min 36 s     |
| 10.º | Tiesj Benoot        | Lotto-Soudal          | + 1 min 38 s     |

### 7.ª etapa
| San Juan - San Juan | etapa llana | (141,3 km) |

| \| Clasificación de la etapa \| Clasificación de la etapa \| Clasificación de la etapa \| Clasificación de la etapa \| Clasificación de la etapa \| \| Ciclista \| Ciclista \| Equipo \| Tiempo \| \| \| ------------------------- \| ------------------------- \| -------------------------------------------- \| ------------------------- \| ------------------------- \| \| 1.º \| Sam Bennett \| Bora-Hansgrohe \| 2 h 54 min 26 s \| \| \| 2.º \| Álvaro Hodeg \| Deceuninck-Quick Step \| + 0 s \| \| \| 3.º \| Erik Baška \| Bora-Hansgrohe \| + 0 s \| \| \| 4.º \| Manuel Belletti \| Androni Giocattoli-Sidermec \| + 0 s \| \| \| 5.º \| Peter Sagan \| Bora-Hansgrohe \| + 0 s \| \| \| 6.º \| Rudy Barbier \| Israel Cycling Academy \| + 0 s \| \| \| 7.º \| Imerio Cima \| Nippo-Vini Fantini-Faizanè \| + 0 s \| \| \| 8.º \| Matteo Malucelli \| Caja Rural-Seguros RGA \| + 0 s \| \| \| 9.º \| Ricardo Escuela \| Asociación Civil Agrupación Virgen de Fátima \| + 0 s \| \| \| 10.º \| Fernando Gaviria \| UAE Team Emirates \| + 0 s \| \| |                  |                                              |                 |
| |                  |                                              |                 |
| Fuente: ProCyclingStats |                  |                                              |                 |
| Clasificación de la etapa |                  |                                              |                 |
| Ciclista | Ciclista         | Equipo                                       | Tiempo          |
| 1.º | Sam Bennett      | Bora-Hansgrohe                               | 2 h 54 min 26 s |
| 2.º | Álvaro Hodeg     | Deceuninck-Quick Step                        | + 0 s           |
| 3.º | Erik Baška       | Bora-Hansgrohe                               | + 0 s           |
| 4.º | Manuel Belletti  | Androni Giocattoli-Sidermec                  | + 0 s           |
| 5.º | Peter Sagan      | Bora-Hansgrohe                               | + 0 s           |
| 6.º | Rudy Barbier     | Israel Cycling Academy                       | + 0 s           |
| 7.º | Imerio Cima      | Nippo-Vini Fantini-Faizanè                   | + 0 s           |
| 8.º | Matteo Malucelli | Caja Rural-Seguros RGA                       | + 0 s           |
| 9.º | Ricardo Escuela  | Asociación Civil Agrupación Virgen de Fátima | + 0 s           |
| 10.º | Fernando Gaviria | UAE Team Emirates                            | + 0 s           |

## Clasificaciones finales
- Las clasificaciones finalizaron de la siguiente forma:[4]

### Clasificación general
| \| Clasificación general \| Clasificación general \| Clasificación general \| Clasificación general \| Clasificación general \| \| Ciclista \| Ciclista \| Equipo \| Tiempo \| \| \| --------------------- \| --------------------- \| -------------------------------------------- \| --------------------- \| --------------------- \| \| 1.º \| Winner Anacona \| Movistar Team \| 22 h 09 min 21 s \| \| \| 2.º \| Julian Alaphilippe \| Deceuninck-Quick Step \| + 35 s \| \| \| 3.º \| Óscar Sevilla \| Medellín \| + 57 s \| \| \| 4.º \| Valerio Conti \| UAE Team Emirates \| + 1 min 03 s \| \| \| 5.º \| Felix Großschartner \| Bora-Hansgrohe \| + 1 min 13 s \| \| \| 6.º \| Richard Carapaz \| Movistar Team \| + 1 min 20 s \| \| \| 7.º \| Nicolás Paredes \| Medellín \| + 1 min 24 s \| \| \| 8.º \| Nairo Quintana \| Movistar Team \| + 1 min 29 s \| \| \| 9.º \| Remco Evenepoel \| Deceuninck-Quick Step \| + 1 min 36 s \| \| \| 10.º \| Tiesj Benoot \| Lotto-Soudal \| + 1 min 38 s \| \| \| 11.º \| Gino Mäder \| Dimension Data \| + 1 min 38 s \| \| \| 12.º \| Cristhian Montoya \| Medellín \| + 1 min 47 s \| \| \| 13.º \| Alexander Grigoriev \| Sporting-Tavira \| + 1 min 48 s \| \| \| 14.º \| Nicolás Tivani \| Asociación Civil Agrupación Virgen de Fátima \| + 2 min 07 s \| \| \| 15.º \| Mattia Cattaneo \| Androni Giocattoli-Sidermec \| + 2 min 15 s \| \| |                     |                                              |                  |
| |                     |                                              |                  |
| Fuente: ProCyclingStats |                     |                                              |                  |
| Clasificación general |                     |                                              |                  |
| Ciclista | Ciclista            | Equipo                                       | Tiempo           |
| 1.º | Winner Anacona      | Movistar Team                                | 22 h 09 min 21 s |
| 2.º | Julian Alaphilippe  | Deceuninck-Quick Step                        | + 35 s           |
| 3.º | Óscar Sevilla       | Medellín                                     | + 57 s           |
| 4.º | Valerio Conti       | UAE Team Emirates                            | + 1 min 03 s     |
| 5.º | Felix Großschartner | Bora-Hansgrohe                               | + 1 min 13 s     |
| 6.º | Richard Carapaz     | Movistar Team                                | + 1 min 20 s     |
| 7.º | Nicolás Paredes     | Medellín                                     | + 1 min 24 s     |
| 8.º | Nairo Quintana      | Movistar Team                                | + 1 min 29 s     |
| 9.º | Remco Evenepoel     | Deceuninck-Quick Step                        | + 1 min 36 s     |
| 10.º | Tiesj Benoot        | Lotto-Soudal                                 | + 1 min 38 s     |
| 11.º | Gino Mäder          | Dimension Data                               | + 1 min 38 s     |
| 12.º | Cristhian Montoya   | Medellín                                     | + 1 min 47 s     |
| 13.º | Alexander Grigoriev | Sporting-Tavira                              | + 1 min 48 s     |
| 14.º | Nicolás Tivani      | Asociación Civil Agrupación Virgen de Fátima | + 2 min 07 s     |
| 15.º | Mattia Cattaneo     | Androni Giocattoli-Sidermec                  | + 2 min 15 s     |

### Clasificación de la montaña
| Clasificación de la montaña | Clasificación de la montaña | Clasificación de la montaña                  | Clasificación de la montaña | Clasificación de la montaña |
| Ciclista                    | Ciclista                    | Equipo                                       | Puntos                      |                             |
| --------------------------- | --------------------------- | -------------------------------------------- | --------------------------- | --------------------------- |
| 1.º                         | Daniel Zamora               | Asociación Civil Agrupación Virgen de Fátima | 30 pts                      |                             |
| 2.º                         | Nicolás Paredes             | Medellín                                     | 26 pts                      |                             |
| 3.º                         | Facundo Cattapan            | Municipalidad de Rawson                      | 16 pts                      |                             |
| 4.º                         | Royner Navarro              | Perú                                         | 13 pts                      |                             |
| 5.º                         | Winner Anacona              | Movistar Team                                | 10 pts                      |                             |
| 6.º                         | Miguel Luis Álvarez         | México                                       | 9 pts                       |                             |
| 7.º                         | Cristhian Montoya           | Medellín                                     | 8 pts                       |                             |
| 8.º                         | Robert Méndez               | Uruguay                                      | 8 pts                       |                             |
| 9.º                         | Daniel Lucero               | Municipalidad de Rawson                      | 7 pts                       |                             |
| 10.º                        | Hamish Schreurs             | Israel Cycling Academy                       | 5 pts                       |                             |

### Clasificación de las metas volantes
| Clasificación de las metas volantes | Clasificación de las metas volantes | Clasificación de las metas volantes          | Clasificación de las metas volantes | Clasificación de las metas volantes |
| Ciclista                            | Ciclista                            | Equipo                                       | Puntos                              |                                     |
| ----------------------------------- | ----------------------------------- | -------------------------------------------- | ----------------------------------- | ----------------------------------- |
| 1.º                                 | Maximiliano Navarrete               | Argentina                                    | 11 pts                              |                                     |
| 2.º                                 | Daniel Zamora                       | Asociación Civil Agrupación Virgen de Fátima | 10 pts                              |                                     |
| 3.º                                 | Gerardo Tivani                      | Municipalidad de Pocito                      | 5 pts                               |                                     |
| 4.º                                 | Adrián Richeze                      | Asociación Civil Agrupación Virgen de Fátima | 4 pts                               |                                     |
| 5.º                                 | Nicolás Tivani                      | Asociación Civil Agrupación Virgen de Fátima | 4 pts                               |                                     |
| 6.º                                 | Fabio Duarte                        | Medellín                                     | 3 pts                               |                                     |
| 7.º                                 | Royner Navarro                      | Perú                                         | 3 pts                               |                                     |
| 8.º                                 | Fernando Gaviria                    | UAE Team Emirates                            | 3 pts                               |                                     |
| 9.º                                 | Hamish Schreurs                     | Israel Cycling Academy                       | 3 pts                               |                                     |
| 10.º                                | Facundo Cattapan                    | Municipalidad de Rawson                      | 3 pts                               |                                     |

### Clasificación de los jóvenes
| Clasificación del mejor joven | Clasificación del mejor joven | Clasificación del mejor joven       | Clasificación del mejor joven | Clasificación del mejor joven |
| Ciclista                      | Ciclista                      | Equipo                              | Tiempo                        |                               |
| ----------------------------- | ----------------------------- | ----------------------------------- | ----------------------------- | ----------------------------- |
| 1.º                           | Remco Evenepoel               | Deceuninck-Quick Step               | 22 h 10 min 57 s              |                               |
| 2.º                           | Gino Mäder                    | Dimension Data                      | + 2 s                         |                               |
| 3.º                           | Sebastián Castaño             | Beltrami TSA-Hopplà-Petroli Firenze | + 54 s                        |                               |
| 4.º                           | Alejandro Osorio              | Nippo-Vini Fantini-Faizanè          | + 3 min 52 s                  |                               |
| 5.º                           | Filippo Conca                 | Biesse Carrera                      | + 5 min 47 s                  |                               |
| 6.º                           | Luis Villalobos               | México                              | + 8 min 47 s                  |                               |
| 7.º                           | Stan Dewulf                   | Lotto-Soudal                        | + 10 min 05 s                 |                               |
| 8.º                           | Wilson Peña Molano            | Beltrami TSA-Hopplà-Petroli Firenze | + 10 min 35 s                 |                               |
| 9.º                           | Ottavio Dotti                 | Beltrami TSA-Hopplà-Petroli Firenze | + 12 min 03 s                 |                               |
| 10.º                          | Imerio Cima                   | Nippo-Vini Fantini-Faizanè          | + 14 min 09 s                 |                               |

### Clasificación por equipos
| Clasificación por equipos | Clasificación por equipos                    | Clasificación por equipos | Clasificación por equipos |
| Equipo                    | Equipo                                       | Tiempo                    |                           |
| ------------------------- | -------------------------------------------- | ------------------------- | ------------------------- |
| 1.º                       | Movistar Team                                | 66 h 31 min 02 s          |                           |
| 2.º                       | Medellín                                     | + 1 min 01 s              |                           |
| 3.º                       | Asociación Civil Agrupación Virgen de Fátima | + 3 min 35 s              |                           |
| 4.º                       | Androni Giocattoli-Sidermec                  | + 4 min 46 s              |                           |
| 5.º                       | Nippo Vini Fantini Faizanè                   | + 6 min 30 s              |                           |
| 6.º                       | Caja Rural-Seguros RGA                       | + 8 min 05 s              |                           |
| 7.º                       | Municipalidad de Pocito                      | + 11 min 06 s             |                           |
| 8.º                       | Dimension Data                               | + 11 min 41 s             |                           |
| 9.º                       | Bora-hansgrohe                               | + 14 min 11 s             |                           |
| 10.º                      | Deceuninck-Quick Step                        | + 14 min 18 s             |                           |

## Evolución de las clasificaciones
| Etapa                   | Vencedor                | Clasificación general | Clasificación de la montaña | Clasificación de las metas volantes | Clasificación de los jóvenes |
| ----------------------- | ----------------------- | --------------------- | --------------------------- | ----------------------------------- | ---------------------------- |
| 1.ª                     | Fernando Gaviria        | Fernando Gaviria      | Daniel Zamora               | Maximiliano Navarrete               | Alejandro Osorio             |
| 2.ª                     | Julian Alaphilippe      | Fernando Gaviria      | Miguel Álvarez              | Maximiliano Navarrete               | Remco Evenepoel              |
| 3.ª                     | Julian Alaphilippe      | Julian Alaphilippe    | Miguel Álvarez              | Maximiliano Navarrete               | Remco Evenepoel              |
| 4.ª                     | Fernando Gaviria        | Julian Alaphilippe    | Daniel Zamora               | Maximiliano Navarrete               | Remco Evenepoel              |
| 5.ª                     | Winner Anacona          | Winner Anacona        | Daniel Zamora               | Maximiliano Navarrete               | Remco Evenepoel              |
| 6.ª                     | Nicolás Tivani          | Winner Anacona        | Daniel Zamora               | Maximiliano Navarrete               | Remco Evenepoel              |
| 7.ª                     | Sam Bennett             | Winner Anacona        | Daniel Zamora               | Maximiliano Navarrete               | Remco Evenepoel              |
| Clasificaciones finales | Clasificaciones finales | Winner Anacona        | Daniel Zamora               | Maximiliano Navarrete               | Remco Evenepoel              |

## UCI World Ranking
La Vuelta a San Juan otorgó puntos para el UCI World Ranking para corredores de los equipos en las categorías UCI WorldTeam, Profesional Continental y Equipos Continentales. Las siguientes tablas muestran el baremo de puntuación y los 10 corredores que obtuvieron más puntos:
| Posición              | 1.º | 2.º | 3.º | 4.º | 5.º | 6.º | 7.º | 8.º | 9.º | 10.º | 11.º | 12.º | 13.º-15.º | 16.º-25.º |
| Clasificación general | 125 | 85  | 70  | 60  | 50  | 40  | 35  | 30  | 25  | 20   | 15   | 10   | 5         | 3         |
| Por etapa             | 14  | 5   | 3   |     |     |     |     |     |     |      |      |      |           |           |
| Líder                 | 3   |     |     |     |     |     |     |     |     |      |      |      |           |           |

| Clasificación |                     |                       |         |       |       |       |
| Posición      | Ciclista            | Equipo                | General | Etapa | Líder | Total |
| ------------- | ------------------- | --------------------- | ------- | ----- | ----- | ----- |
| 1.º           | Winner Anacona      | Movistar              | 125     | 14    | 6     | 145   |
| 2.º           | Julian Alaphilippe  | Deceuninck-Quick Step | 85      | 28    | 6     | 119   |
| 3.º           | Óscar Sevilla       | Medellín              | 70      | -     | -     | 70    |
| 4.º           | Valerio Conti       | UAE Emirates          | 60      | 5     | -     | 65    |
| 5.º           | Felix Großschartner | Bora-Hansgrohe        | 50      | -     | -     | 50    |
| 6.º           | Richard Carapaz     | Movistar              | 40      | -     | -     | 40    |
| 7.º           | Nicolás Paredes     | Medellín              | 35      | 5     | -     | 40    |
| 8.º           | Fernando Gaviria    | UAE Emirates          | -       | 28    | 6     | 34    |
| 9.º           | Nairo Quintana      | Movistar              | 30      | -     | -     | 30    |
| 10.º          | Remco Evenepoel     | Deceuninck-Quick Step | 25      | 3     | -     | 28    |